# Conomorium equilaterale
Conomorium equilaterale är en stekelart som beskrevs av Xiao och Huang 2000. Conomorium equilaterale ingår i släktet Conomorium och familjen puppglanssteklar. Inga underarter finns listade i Catalogue of Life.